# Верховний головнокомандувач
Верхо́вний головнокома́ндувач — найвища посадова особа Збройних сил держави (коаліції держав або об'єднаних збройних сил), яка затверджує воєнну доктрину країни і призначає Верховне командування.

## Законодавчий статус
У всіх країнах, які мають Збройні Сили цю посаду обіймає, як правило, керівник країни (президент, прем'єр-міністр тощо). Це положення зазвичай закріплюється в конституціях відповідних держав або статутних документах воєнних блоків.

## Конституційне визначення в Україні
В Україні ця посада вперше була запроваджена 1992 року. У системі Збройних Сил України Верховним головнокомандувачем є Президент України, згідно з Конституцією України.
Президент є Верховним головнокомандувачем Збройних Сил України згідно зі статтею 106 Конституції України. У разі збройної агресії проти України Президент приймає рішення щодо застосування Збройних Сил України з метою оборони держави від агресора. Президент очолює Раду національної безпеки та оборони України.

### Верховний Головнокомандувач Збройних Сил України
Відповідно до пункту 17) статті 106 Конституції України та статті 7 Закону України «Про Збройні Сили України», Верховним Головнокомандувачем Збройних Сил України є Президент України.
Нині Верховним Головнокомандувачем збройних Сил України є Президент України Зеленський Володимир Олександрович.